# فالس (بلنسية)
فالس (بالإسبانية: Vallés, Valencia)‏ هي municipality of Spain تقع في إسبانيا في Costera.[بحاجة لمصدر] يقدر عدد سكانها بـ 145 نسمة ومساحتها 1.2 كم2 وترتفع عن سطح البحر 98 متر.